# Прокунино (Даниловский район)
Прокунино — деревня в Даниловском районе Ярославской области. Входит в состав Дмитриевского сельского поселения.

## География
Находится в северо-восточной части Ярославской области на расстоянии приблизительно 16 км на юго-запад по прямой от железнодорожного вокзала города Данилова, административного центра района.

## История
В 1859 году здесь (тогда деревня Романово-Борисоглебского уезда Ярославской губернии) было учтено 18 дворов.

## Население
Численность населения: 126 человек (1859 год), 0 как в 2002 году, так и в 2010.